# Воніфатій Феофанівський
Воніфатій Феофанівський - Ігумен, старець, головною духовною чеснотою обрав милосердя і чужинців.

## Біографія
Преподоний Воніфатій (в миру Даміан Федорович Виноградський) народився в 1785 році у селі Михайлівка на Кіровогдащині в родині Федора та Євдокії Виноградських. Початкову освіту здобув в рідному селі. На прохання матері, одружився в 20 річному віці. У 1811 р. втупив до Малоросійського полку на військову службу, брав участь в Французько-російській війні. У 1818 році повернувся до рідного села, де продовжив займатися сільським господарством. Зі згоди дружини вирішив покинути рідне село та піти в монастир.
Прийшов до Києва, спочатку проживав в різних монастирях та при храмах. У 8 липня 1850 р Київський митрополит Філарет (Амфітеатров) визначив Даміана в Ржищівський монастир (тепер жіночий), але він, з благословення свого настоятеля, залишився жити в Києві для справи чужинців.14 жовтня 1851 р преосвященним Аполлінарія, єпископом Чигиринським, переміщений був він послушником в Києво-Михайлівський монастир і тут прийняв постриг в чернецтво (19 грудня 1854 р), з нареченням Воніфатія. Потім Воніфатій в 1856 р висвячений в сан ієродиякона, а в 1860 р в ієромонаха.
8 грудня 1856 р. — рукоположений в сан ієродиякона, а 10 травня 1860 р. — ієромонаха.
Земляки ієромонаха Воніфатія, які прибули в 1861 р в Михайлівський монастир на прощу, просили о. Воніфатія повернутися на батьківщину і там влаштувати скит. О. Воніфатій з'явився до настоятеля Михайлівського монастиря, преосвященному вікарію Серафиму, з проханням і за благословенням відпустити його на батьківщину для влаштування там скиту; але преосвященний, вручаючи йому ікону, сказав: "Ось тобі від мене благословення Боже і ікона Архістратига Михаїла та Великомучениці Варвари; йди в хутір Феофанію, засновуй там скит і збудуєш його ". Ієромонах Воніфатій, взявши з Михайлівського монастиря 2-х ієромонахів, 2-х ієродияконів і 3-х послушників, з любов'ю взявся за доручену йому справу і, дійсно, з Божою поміччю і при своїх духовні дарування зумів покласти початок чернечого гуртожитку в Феофанії.
Насамперед о. Воніфатія, після прибуття в Феофанію і розміщенні братії в старих будівлях архієрейського будинку, було прикрашення церкви Архистратига Михаїла. Зовні церква була відремонтована, а всередині - вівтар та іконостас - прикрашені багатьма іконами, і церква забезпечена була достатньою начинням. За бажанням і почину о. Воніфатія в храмі і в келіях ченців перед святими іконами зажевріли до сорока невгасимих лампад. Встановлено було щоденне строго згідне з церковним уставом богослужіння в пустельній церкви і, з дозволу преосвященного Серафима, заснований звичай невсипущого читання Псалтиря, а також заведено було соборну читання акафіста Архистратигу Михайлу кожного недільного дня року. У невеликій відстані від храму влаштована була дерев'яна дзвіниця і куплені дзвони. Пожвавлення Феофанії не сховалося від христолюбця, і в третій рік перебування тут о. Воніфатія зібралося сюди до 30 осіб; чимало прийшло сюди і бідняків київських, які пам'ятають чесноти і чужинців о. Воніфатія. З'явилися в Феофанію і прочани середнього стану. Все це і викликало необхідність побудови келій для братії, для прочан благородного звання - готелі, а для прочан простого звання - прочан будинку.
Кожен шанувальник в пустелі надходив на утримання о. Воніфатія, знаходив привітний прийом, безкорисливий притулок і трапезу. Багато з подорожніх, по слабкості здоров'я, залишалися зимувати в Феофанії, і таких, бувало, кожного року зимує близько 50 осіб. Чи не прийми їх о. Воніфатій під свій захист, вони загинули б на дорозі від холоду і голоду. Гідний подиву той приплив коштів, який став притікати в Феофанію з часу прибуття туди о. Воніфатія. А адже коштів щось треба було дуже багато: і на благоустрій Феофанії, і на підтримку встановлених побожно звичаїв, і на чужинців. А траплялося так, що не було у о. Воніфатія зовсім грошей, нема на що було і хліба купити не тільки для мандрівників, але й для братії. Старець, поклавши уповання на Господа, вирушає до Києва і тут в кредит отримує хліб і їстівні припаси, а потім боголюбцев шлють на утримання Феофанії і гроші, і все необхідне. Михайлівський монастир не раз пропонував допомоги Феофанії, але о. Воніфатій здебільшого відмовлявся, посилаючись на те, що він буде влаштовувати монастир на свій рахунок, тобто на подаяння боголюбців.
У 1865 році о. Воніфатій приступив до будівництва нового річного приміщення для преосвященного настоятеля Михайлівського монастиря, а в 1867 році, з благословення Преосвященного Порфирія (Успенського) і за планом, складеним за вказівкою того ж преосвященного, спорудив нову кам'яну церкву в ім'я "Всіх Святих".
З благословення єпископа Чигиринського Серафима (Аретинського) заснував новий скит Михайлівського Монастиря — Феофанія. Упокоївся 27 грудня 1871 року та похований біля вівтаря церкви Всіх святих Пантелеймонівського монастиря.
Переймаючись доставкою доброї питної води, о. Воніфатій викопав криницю неподалік від кухні, розчистив і розділив на три відділення ключ під горою, названими преосвящ. Інокентієм "Живоносне Джерело". Над цим джерелом влаштована була каплиця, стіни якої прикрашені були св. іконами.
Яка проживає в Феофанії братія в ігумені Воніфатій бачила зразкового ченця, всім єством своїм відданого Богу і святій церкві Христовій. За словами колишнього келейника, нині ієромонаха Леоніда, келійно життя о. Воніфатія була постійним подвигом молитви і Богомисліє. Щодня вичитував він у себе в келії покладене правило, постійно акафісти Спасителю і Божої Матері, ранкова і вечірня служби по молитвослову і, крім цього, протягом тижня прочитував обов'язково двох євангелістів. За рік до смерті о. Воніфатій відчув крайнє знемога сил тілесних, але духом був бадьорий. Зі своєї келії, відокремленої лише дерев'яною перегородкою від храму, він уже не міг виходити і слухав через стіни церковний спів. Звичайне своє правило він здійснював не стояти прямо, а, одягнувшись в мантію, падав на коліна. Тут же біля стояла лава, яка і слугувала подвижнику ложем, а відвідувачам - місцем сидіння. 
За місяць до смерті ліг він на своє убоге ложе і більше не вставав. О 10 годині ранку 27 грудня 1871 року ігумен Воніфатій, долучившись Св. Таїн, з миром віддав душу свою Богу, на 85-му році свого богоугодного життя. Похований за вівтарною стіною поза церквою "Всіх Святих".
Перша редакція житія преподобного Воніфатія була написана ієромонахом Євстратієм (Голованским) в 1872 р. Рішенням Священного Синоду УПЦ (Московського патріархату) від 23 грудня 2010 року ігумена Воніфатія (Виноградова) було причислено до лику святих. 30 грудня 2017 р. Архієрейський собор РПЦ визнав святість ігумена Воніфатія та записав його ім'я для загального шанування в РПЦ.